# سپوداریوشینو
سپوداریوشینو (انگلیسی: Spodaryushino) یک شهرک در بخش گرایفسکی استان بلگورود کشور روسیه است.